# Amphibolis
Amphibolis is een geslacht uit de familie Cymodoceaceae. Het geslacht telt twee soorten zeegrassen die endemisch zijn langs de west- en zuidkust van Australië.

## Soorten
- Amphibolis antarctica (Labill.) Asch.
- Amphibolis griffithii (J.M.Black) Hartog